# Oleksandr Mojissejenko
Oleksandr Oleksandrowytsch Mojissejenko (ukrainisch Олександр Олександрович Моїсеєнко, Schreibweise beim Weltschachbund FIDE Alexander Moiseenko; * 17. Mai 1980 in Seweromorsk, Sowjetunion) ist ein ukrainischer Schachgroßmeister. Er ist gelernter Rechtsanwalt.

## Leben
Mojissejenko erlernte das Schachspiel von seiner Mutter und trat im Alter von sechs Jahren der Schachgruppe des Pionierpalasts von Seweromorsk bei. 1989 zog er mit seiner Familie nach Charkiw in die heutige Ukraine. Sein erster Trainer war Wolodymyr Wiskin (1934–2015). Mit 17 Jahren begann er sein Jurastudium an der Rechtsschule in Charkiw, welche nach Jaroslaw dem Weisen benannt ist. Im dortigen starken Schachclub, für den auch die späteren GM Pawel Eljanow und Andrejew spielten, wurde er von ehemaligen UdSSR-Meister Wolodymyr Sawon trainiert.
1998 wurde Mojissejenko Internationaler Meister (IM) und 2000 Großmeister (GM). Seine bisher höchste Elo-Zahl erreichte er im September 2011 mit 2726.
Zu seinen Turniererfolgen als Einzelspieler gehören das Canadian Open (2003, 2004 und 2008), das Turnier in Cappelle-la-Grande (2006), welches er mit 7,5 Punkten aus 9 Partien gewann, das World Open (2008) in Philadelphia sowie das Aeroflot Open (2009) in Moskau, bei dem er mit 6,5 Punkten aus 9 Partien den geteilten ersten Platz mit Étienne Bacrot erreichte. Bei der FIDE-Schachweltmeisterschaft 2004 in Tripolis erreichte er nach Siegen über Sergei Dolmatow und Viktor Bologan die dritte Runde, in der er dem Armenier Wladimir Hakobjan unterlag.
Mojissejenko nahm dreimal am Schach-Weltpokal (2005, 2011 und 2013) teil. Dabei erreichte er 2005 die zweite Runde, 2011 und 2013 jeweils die dritte Runde.
2013 wurde er in Legnica mit 8 Punkten aus 11 Partien aufgrund der besseren Feinwertung vor neun punktgleichen Spielern Schacheuropameister.

## Nationalmannschaft
Mit der ukrainischen Nationalmannschaft nahm Mojissejenko an sechs Schacholympiaden (2002, 2004, 2006, 2010, 2012 und 2014) teil. Er wurde mit der Mannschaft 2004 und 2010 Olympiasieger und erreichte 2012 den dritten Platz. An der Mannschaftsweltmeisterschaft nahm er 2005, 2011 und 2013 teil. Mit der Mannschaft erreichte er 2011 und 2013 den dritten Platz, in der Einzelwertung erreichte er 2011 das beste Ergebnis am vierten Brett. Außerdem nahm er an fünf Mannschaftseuropameisterschaften (2003, 2005, 2007, 2011 und 2013) teil, er erreichte 2013 das zweitbeste Einzelergebnis am vierten Brett und 2005 das drittbeste Einzelergebnis am dritten Brett.

## Vereine
In der ukrainischen Mannschaftsmeisterschaft spielt Mojissejenko seit 1999 für die Law Academy Charkiw, mit der er auch 1997 und 1999 am European Club Cup teilnahm, und wurde mit dieser 2000, 2004, 2005, 2012 und 2013 ukrainischer Mannschaftsmeister. In der russischen Mannschaftsmeisterschaft spielte er 2002 für den SK Nowokusnezk, seit 2008 spielt er für Ekonomist-1 Saratow, mit dem er auch in den Jahren 2009 bis 2012 am European Club Cup teilnahm und diesen 2009 und 2010 gewann. In der französischen Top 12 spielte er in der Saison 2010/11 für Lutèce Echecs, in der deutschen Schachbundesliga spielt er seit der Saison 2014/15 für die SV 1930 Hockenheim. In der spanischen Mannschaftsmeisterschaft spielte er 2004 und 2005 für CA Valencia-Cuna del Ajedrez Moderno, 2008 und 2010 für Sestao XT. Mojissejenko spielte auch schon für den israelischen Verein Ashdod, mit dem er in den Jahren 2005 bis 2008 am European Club Cup teilnahm und dabei 2006 am fünften Brett das zweitbeste Einzelergebnis erzielte. In der chinesischen Mannschaftsmeisterschaft spielte er 2017 für Chengdu.